# طواف النرويج للسيدات 2015
طواف النرويج للسيدات 2015 (بالنرويجية: Ladies Tour of Norway 2015)‏ هو سباق دراجات هوائية، وهو الموسم الثاني من طواف النرويج للسيدات ‏، وأقيم خلال الفترة من 15 أغسطس 2015، وحتى 16 أغسطس 2015، وشارك فيه  99 متسابقاً ووصل إلى نهايته  79 متسابقاً.
فاز بالمركز الأول ميغان غوارنير، وفاز بالمركز الثاني وفي ترتيب النقاط شيلي أولدز، وفاز بالمركز الثالث أماندا سبرات، وفاز في تصنيف الجنسيات Vita Heine ‏، وفاز في ترتيب الفرق Boels Dolmans 2015 ‏، وفاز في ترتيب النقاط للشباب أمالي ديديريكسن، وفاز في تصنيف الجبال إيفلين ستيفنز.

## الفرق
| فرق سيدات محترفة (6)- يو أي أيه تيم ‏ - Équipe Paule Ka ‏ - إس دي وركس ‏ - هايتك بوردكتس 2015 ‏ - Liv AlUla Jayco ‏ - ليف ريسينغ ‏ فريق وطني- فريق السويد لركوب الدراجات للسيدات 2015‏ الفرق المختلطة (4)- Bergen CK‏ - CK Victoria‏ - Grimstad Sykleklubb‏ - Idrettsklubben Hero ‏ فرق دراجات هواة سيدات (6)- Team Virtu Cycling Women ‏ - Crescent D.A.R.E‏ - Maxx-Solar ‏ - Podium Ambition Pro Cycling ‏ - GT Krush Rebellease Pro Cycling ‏ - Racing Chance Foundation‏ |  |
| |  |

## المراحل
| قائمة المراحل | قائمة المراحل | قائمة المراحل                 | قائمة المراحل | قائمة المراحل | قائمة المراحل   | قائمة المراحل |
| المرحلة       | التاريخ       | الدورة                        |               | المسافة (كم)  | الفائز بالمرحلة | القائد العام  |
| ------------- | ------------- | ----------------------------- | ------------- | ------------- | --------------- | ------------- |
| المرحلة 1     | 15 أغسطس      | Strömstad ‏ – هالدن            | مرحلة مستوية  | 112           | ميغان غوارنير   | ميغان غوارنير |
| المرحلة 2     | 16 أغسطس      | Old Svinesund Bridge ‏ – هالدن | مرحلة مستوية  | 109٫2         | Shelley Olds    | ميغان غوارنير |

## النتيجة

### مرحلة 1
هي مرحلة مستوية، أقيمت في 15 أغسطس 2015، وامتدّت لمسافة 112.0 كيلومتر. فاز بالمركز الأول، وتصدر ترتيب النقاط وترتيب التسلق والترتيب العام في نهاية المرحلة ميغان غوارنير، وفاز بالمركز الثاني والمركز الثاني أماندا سبرات، وفاز بالمركز الثالث والمركز الثالث Valentina Scandolara ‏، وتصدر Q56162338 إيما جوهانسون، وتصدر تصنيف الجنسيات Stine Borgli ‏، وتصدر ترتيب الفرق Boels Dolmans 2015 ‏، وتصدر ترتيب النقاط للشباب أمالي ديديريكسن.
| التصنيف العام         | التصنيف العام         | التصنيف العام                            | التصنيف العام | التصنيف العام |
| العداء                | العداء                | الفريق                                   | الوقت         |               |
| --------------------- | --------------------- | ---------------------------------------- | ------------- | ------------- |
| 1                     | ميغان غوارنير         | إس دي وركس ‏                              | 3 س 01 د 55 ث |               |
| 2                     | أماندا سبرات          | Liv AlUla Jayco ‏                         | + 6 ث         |               |
| 3                     | Valentina Scandolara ‏ | Liv AlUla Jayco ‏                         | + 14 ث        |               |
| 4                     | كريستين ماجروس        | إس دي وركس ‏                              | + 19 ث        |               |
| 5                     | Shelley Olds          | يو أي أيه تيم ‏                           | + 21 ث        |               |
| 6                     | إميليا فهلين          | فريق السويد لركوب الدراجات للسيدات 2015 ‏ | + 21 ث        |               |
| 7                     | إيما جوهانسون         | Liv AlUla Jayco ‏                         | + 21 ث        |               |
| 8                     | شارلوت بيكر           | تيم كوب هايتك بوردكتس ‏                   | + 21 ث        |               |
| 9                     | تاتيانا جوديرزو       | تيم كوب هايتك بوردكتس ‏                   | + 21 ث        |               |
| 10                    | أمالي ديديريكسن       | إس دي وركس ‏                              | + 21 ث        |               |
|                       |                       |                                          |               |               |
| مصدر: ProCyclingStats |                       |                                          |               |               |

### مرحلة 2
هي مرحلة مستوية، أقيمت في 16 أغسطس 2015، وامتدّت لمسافة 109.2 كيلومتر. فاز بالمركز الأول ميغان غوارنير، وفاز بالمركز الأول وفي ترتيب النقاط وبالمركز الثاني شيلي أولدز، وفاز بالمركز الثاني أنا فان دير بريغين، وفاز بالمركز الثالث، وتصدر Q56162338 إميلي موبيرج، وفاز بالمركز الثالث أماندا سبرات، وفاز في ترتيب النقاط للشباب أمالي ديديريكسن، وفاز في تصنيف الجبال إيفلين ستيفنز، وفاز في تصنيف الجنسيات Vita Heine ‏، وفاز في ترتيب الفرق Boels Dolmans 2015 ‏.

## المشاركون
| ليف ريسينغ ‏ RBW                | ليف ريسينغ ‏ RBW     | ليف ريسينغ ‏ RBW |
| ------------------------------ | ------------------- | --------------- |
| م                              | عداء                | مرتبة           |
| 1                              | أنا فان دير بريغين  | 5               |
| 2                              | Shara Gillow        | 19              |
| 3                              | Jeanne Korevaar ‏    | 23              |
| 4                              | أنوسكا كوستر        | 36              |
| 5                              | كاتارزينا نيفيادوما | 15              |
| 6                              | Moniek Tenniglo ‏    | 33              |
| مدير الرياضة: Koos Moerenhout ‏ |                     |                 |

| إس دي وركس ‏ DLT         | إس دي وركس ‏ DLT                   | إس دي وركس ‏ DLT |
| ----------------------- | --------------------------------- | --------------- |
| م                       | عداء                              | مرتبة           |
| 11                      | أمالي ديديريكسن (طريق)            | 11              |
| 12                      | ميغان غوارنير                     | 1               |
| 13                      | رومي كاسبر                        | 16              |
| 14                      | كريستين ماجروس (طريق و زمني فردي) | 6               |
| 15                      | كاتارزينا باولوسكا                | 20              |
| 16                      | إيفلين ستيفنز                     | 34              |
| مدير الرياضة: داني ستام |                                   |                 |

| Liv AlUla Jayco ‏ OGE   | Liv AlUla Jayco ‏ OGE             | Liv AlUla Jayco ‏ OGE |
| ---------------------- | -------------------------------- | -------------------- |
| م                      | عداء                             | مرتبة                |
| 21                     | إيما جوهانسون (طريق و زمني فردي) | 7                    |
| 22                     | غراسي إلفن                       | 18                   |
| 23                     | Chloe McConville ‏                | 30                   |
| 24                     | Valentina Scandolara ‏            | 4                    |
| 25                     | أماندا سبرات                     | 3                    |
| 26                     | Lizzie Williams ‏                 | 9                    |
| مدير الرياضة: جين بيتس |                                  |                      |

| Équipe Paule Ka ‏ BCT         | Équipe Paule Ka ‏ BCT             | Équipe Paule Ka ‏ BCT |
| ---------------------------- | -------------------------------- | -------------------- |
| م                            | عداء                             | مرتبة                |
| 31                           | Carmen Small                     | 22                   |
| 32                           | Lotta Lepistö (طريق و زمني فردي) | 26                   |
| 33                           | آشلي مولمان                      | 17                   |
| 34                           | جويل نومينفيل                    | 12                   |
| 35                           | Doris Schweizer ‏                 | 52                   |
| 36                           | Vera Koedooder ‏                  | 37                   |
| مدير الرياضة: Thomas Campana‏ |                                  |                      |

| تيم كوب هايتك بوردكتس ‏ HPU | تيم كوب هايتك بوردكتس ‏ HPU | تيم كوب هايتك بوردكتس ‏ HPU |
| -------------------------- | -------------------------- | -------------------------- |
| م                          | عداء                       | مرتبة                      |
| 41                         | إميلي موبيرج               | 46                         |
| 42                         | شارلوت بيكر                | 10                         |
| 43                         | Miriam Bjørnsrud ‏ (طريق)   | لم يكمل السباق-1           |
| 44                         | تاتيانا جوديرزو            | 8                          |
| 45                         | Vita Heine ‏                | 32                         |
| 46                         | Thea Thorsen ‏              | OTL-1                      |
| مدير الرياضة: Karl Lima‏    |                            |                            |

| يو أي أيه تيم ‏ ALE              | يو أي أيه تيم ‏ ALE      | يو أي أيه تيم ‏ ALE |
| ------------------------------- | ----------------------- | ------------------ |
| م                               | عداء                    | مرتبة              |
| 51                              | Elena Berlato ‏          | 55                 |
| 52                              | Francesca Cauz ‏         | 42                 |
| 53                              | ماغورزاتا جاسيسكا       | 27                 |
| 54                              | ماريا جوليا كونفالونيري | 21                 |
| 55                              | Shelley Olds            | 2                  |
| 56                              | فلافيا أوليفيرا         | 56                 |
| مدير الرياضة: Fabiana Luperini ‏ |                         |                    |

| Podium Ambition Pro Cycling ‏ ___ | Podium Ambition Pro Cycling ‏ ___ | Podium Ambition Pro Cycling ‏ ___ |
| -------------------------------- | -------------------------------- | -------------------------------- |
| م                                | عداء                             | مرتبة                            |
| 61                               | جابرييل شو ‏                      | 45                               |
| 62                               | Nikola Butler‏                    | OTL-1                            |
| 63                               | Clémence Copie‏                   | OTL-1                            |
| 64                               | لورين كريمر ‏                     | 78                               |
| 65                               | كلير روز                         | OTL-1                            |
| 66                               | بيثاني هايوارد                   | 60                               |
| مدير الرياضة: Marty McCrossan‏    |                                  |                                  |

| فريق السويد لركوب الدراجات للسيدات 2015‏ SWE | فريق السويد لركوب الدراجات للسيدات 2015‏ SWE | فريق السويد لركوب الدراجات للسيدات 2015‏ SWE |
| ------------------------------------------- | ------------------------------------------- | ------------------------------------------- |
| م                                           | عداء                                        | مرتبة                                       |
| 71                                          | Sara Mustonen (cyclist) ‏                    | 13                                          |
| 72                                          | إميليا فهلين                                | 14                                          |
| 73                                          | Ellinor Huusko ‏                             | لم يكمل السباق-2                            |
| 74                                          | حنا نيلسون                                  | 31                                          |
| 75                                          | Sara Penton ‏                                | 40                                          |
| 76                                          | Linnea Sjöblom ‏                             | 63                                          |
| مدير الرياضة: Martin Vestby ‏                |                                             |                                             |

| GT Krush Rebellease Pro Cycling ‏ ___ | GT Krush Rebellease Pro Cycling ‏ ___ | GT Krush Rebellease Pro Cycling ‏ ___ |
| ------------------------------------ | ------------------------------------ | ------------------------------------ |
| م                                    | عداء                                 | مرتبة                                |
| 81                                   | Ashlynn van Baarle‏                   | لم يكمل السباق-1                     |
| 82                                   | Olga de Boer-van Velzen‏              | OTL-1                                |
| 83                                   | Eveline de Groot‏                     | OTL-1                                |
| 84                                   | إستر فان فيين                        | 25                                   |
| 85                                   | Sofie van Horik‏                      | OTL-1                                |
| 86                                   | Genevieve Whitson‏                    | 47                                   |
| مدير الرياضة: Hans Blom‏              |                                      |                                      |

| maxx-solar women cycling team ‏ ___ | maxx-solar women cycling team ‏ ___ | maxx-solar women cycling team ‏ ___ |
| ---------------------------------- | ---------------------------------- | ---------------------------------- |
| م                                  | عداء                               | مرتبة                              |
| 91                                 | Franziska Banzer‏                   | 50                                 |
| 92                                 | Lucy Coldwell‏                      | 39                                 |
| 93                                 | Lisa Heckmann‏                      | OTL-1                              |
| 94                                 | Theres Klein‏                       | 70                                 |
| 95                                 | Benita Wesselhoeft‏                 | 71                                 |
| 96                                 | Beate Zanner ‏                      | 35                                 |
| مدير الرياضة: Bert Dressel‏         |                                    |                                    |

| CK Victoria‏ ___               | CK Victoria‏ ___           | CK Victoria‏ ___ |
| ----------------------------- | ------------------------- | --------------- |
| م                             | عداء                      | مرتبة           |
| 101                           | Vibeke Lystad‏             | 44              |
| 102                           | Marie Flataas‏             | 62              |
| 103                           | Berit Gjelten‏             | 59              |
| 104                           | Kristin Krogstad‏          | OTL-1           |
| 105                           | Stine Borgli ‏             | 43              |
| 106                           | Thrude Karlsen Natholmen ‏ | 65              |
| مدير الرياضة: Sturla Johansen‏ |                           |                 |

| Grimstad Sykleklubb‏ ___  | Grimstad Sykleklubb‏ ___ | Grimstad Sykleklubb‏ ___ |
| ------------------------ | ----------------------- | ----------------------- |
| م                        | عداء                    | مرتبة                   |
| 111                      | Camilla Seland Ellefsen‏ | 54                      |
| 112                      | Turid Hagelia Korshavn‏  | 69                      |
| 113                      | Birgitte Ravndal‏        | 58                      |
| 114                      | Julie Meyer Solvang ‏    | 64                      |
| 115                      | Ingvild Tangen‏          | 41                      |
| 116                      | Siren Breidalen Wulff‏   | 75                      |
| مدير الرياضة: Linn Torp ‏ |                         |                         |

| Team Virtu Cycling Women ‏ ___    | Team Virtu Cycling Women ‏ ___ | Team Virtu Cycling Women ‏ ___ |
| -------------------------------- | ----------------------------- | ----------------------------- |
| م                                | عداء                          | مرتبة                         |
| 121                              | Camilla Møllebro ‏             | 28                            |
| 122                              | Iben Bohé‏                     | 67                            |
| 123                              | Rikke Lønne‏                   | 74                            |
| 125                              | Alexandra Nessmar ‏            | لم يكمل السباق-2              |
| 126                              | Marie Vilmann ‏                | 29                            |
| مدير الرياضة: Bo Handberg Madsen‏ |                               |                               |

| Crescent D.A.R.E‏ ___     | Crescent D.A.R.E‏ ___ | Crescent D.A.R.E‏ ___ |
| ------------------------ | -------------------- | -------------------- |
| م                        | عداء                 | مرتبة                |
| 131                      | Tilina Levin‏         | 72                   |
| 132                      | Emma Ahlstrand‏       | لم يكمل السباق-2     |
| 134                      | Ida Erngren ‏         | 61                   |
| 135                      | سيسيلي أوتوب لودفيغ  | 38                   |
| مدير الرياضة: Tina Levin‏ |                      |                      |

| Idrettsklubben Hero ‏ ___            | Idrettsklubben Hero ‏ ___ | Idrettsklubben Hero ‏ ___ |
| ----------------------------------- | ------------------------ | ------------------------ |
| م                                   | عداء                     | مرتبة                    |
| 141                                 | Marie Elise Ommundsen‏    | 66                       |
| 142                                 | Katrine Aalerud ‏         | OTL-1                    |
| 143                                 | Kristin Lucie Falck‏      | لم يكمل السباق-2         |
| 144                                 | Tiril Hole Mohr‏          | 68                       |
| 145                                 | Kirsti Ruud ‏             | 77                       |
| 146                                 | Marthe Emilie Skjolden‏   | لم يكمل السباق-1         |
| مدير الرياضة: Frøydis Meen Wærsted ‏ |                          |                          |

| Bergen CK‏ ___               | Bergen CK‏ ___           | Bergen CK‏ ___    |
| --------------------------- | ----------------------- | ---------------- |
| م                           | عداء                    | مرتبة            |
| 151                         | Karina Birkenes‏         | 79               |
| 152                         | Marianne Daae‏           | 57               |
| 153                         | Ingrid Moe ‏             | لم يكمل السباق-2 |
| 154                         | Caroline Thorvik Olsen ‏ | لم يكمل السباق-2 |
| 155                         | Tora Helene Sel‏         | 76               |
| 156                         | Daniëlla Verstraten‏     | OTL-1            |
| مدير الرياضة: Marit Sælemyr‏ |                         |                  |

| Racing Chance Foundation‏ ___ | Racing Chance Foundation‏ ___ | Racing Chance Foundation‏ ___ |
| ---------------------------- | ---------------------------- | ---------------------------- |
| م                            | عداء                         | مرتبة                        |
| 161                          | أليس كوب                     | 51                           |
| 162                          | Julie Erskine‏                | 49                           |
| 163                          | كلو فرازير                   | 48                           |
| 164                          | Amy Gornall ‏                 | 73                           |
| 165                          | Rebecca Rimmington ‏          | 53                           |
| 166                          | Hayley Simmonds ‏             | 24                           |
| مدير الرياضة: Alan Gornall ‏  |                              |                              |

| ليف ريسينغ ‏ RBW                | ليف ريسينغ ‏ RBW     | ليف ريسينغ ‏ RBW |
| ------------------------------ | ------------------- | --------------- |
| م                              | عداء                | مرتبة           |
| 1                              | أنا فان دير بريغين  | 5               |
| 2                              | Shara Gillow        | 19              |
| 3                              | Jeanne Korevaar ‏    | 23              |
| 4                              | أنوسكا كوستر        | 36              |
| 5                              | كاتارزينا نيفيادوما | 15              |
| 6                              | Moniek Tenniglo ‏    | 33              |
| مدير الرياضة: Koos Moerenhout ‏ |                     |                 |

| إس دي وركس ‏ DLT         | إس دي وركس ‏ DLT                   | إس دي وركس ‏ DLT |
| ----------------------- | --------------------------------- | --------------- |
| م                       | عداء                              | مرتبة           |
| 11                      | أمالي ديديريكسن (طريق)            | 11              |
| 12                      | ميغان غوارنير                     | 1               |
| 13                      | رومي كاسبر                        | 16              |
| 14                      | كريستين ماجروس (طريق و زمني فردي) | 6               |
| 15                      | كاتارزينا باولوسكا                | 20              |
| 16                      | إيفلين ستيفنز                     | 34              |
| مدير الرياضة: داني ستام |                                   |                 |

| Liv AlUla Jayco ‏ OGE   | Liv AlUla Jayco ‏ OGE             | Liv AlUla Jayco ‏ OGE |
| ---------------------- | -------------------------------- | -------------------- |
| م                      | عداء                             | مرتبة                |
| 21                     | إيما جوهانسون (طريق و زمني فردي) | 7                    |
| 22                     | غراسي إلفن                       | 18                   |
| 23                     | Chloe McConville ‏                | 30                   |
| 24                     | Valentina Scandolara ‏            | 4                    |
| 25                     | أماندا سبرات                     | 3                    |
| 26                     | Lizzie Williams ‏                 | 9                    |
| مدير الرياضة: جين بيتس |                                  |                      |

| Équipe Paule Ka ‏ BCT         | Équipe Paule Ka ‏ BCT             | Équipe Paule Ka ‏ BCT |
| ---------------------------- | -------------------------------- | -------------------- |
| م                            | عداء                             | مرتبة                |
| 31                           | Carmen Small                     | 22                   |
| 32                           | Lotta Lepistö (طريق و زمني فردي) | 26                   |
| 33                           | آشلي مولمان                      | 17                   |
| 34                           | جويل نومينفيل                    | 12                   |
| 35                           | Doris Schweizer ‏                 | 52                   |
| 36                           | Vera Koedooder ‏                  | 37                   |
| مدير الرياضة: Thomas Campana‏ |                                  |                      |

| تيم كوب هايتك بوردكتس ‏ HPU | تيم كوب هايتك بوردكتس ‏ HPU | تيم كوب هايتك بوردكتس ‏ HPU |
| -------------------------- | -------------------------- | -------------------------- |
| م                          | عداء                       | مرتبة                      |
| 41                         | إميلي موبيرج               | 46                         |
| 42                         | شارلوت بيكر                | 10                         |
| 43                         | Miriam Bjørnsrud ‏ (طريق)   | لم يكمل السباق-1           |
| 44                         | تاتيانا جوديرزو            | 8                          |
| 45                         | Vita Heine ‏                | 32                         |
| 46                         | Thea Thorsen ‏              | OTL-1                      |
| مدير الرياضة: Karl Lima‏    |                            |                            |

| يو أي أيه تيم ‏ ALE              | يو أي أيه تيم ‏ ALE      | يو أي أيه تيم ‏ ALE |
| ------------------------------- | ----------------------- | ------------------ |
| م                               | عداء                    | مرتبة              |
| 51                              | Elena Berlato ‏          | 55                 |
| 52                              | Francesca Cauz ‏         | 42                 |
| 53                              | ماغورزاتا جاسيسكا       | 27                 |
| 54                              | ماريا جوليا كونفالونيري | 21                 |
| 55                              | Shelley Olds            | 2                  |
| 56                              | فلافيا أوليفيرا         | 56                 |
| مدير الرياضة: Fabiana Luperini ‏ |                         |                    |

| Podium Ambition Pro Cycling ‏ ___ | Podium Ambition Pro Cycling ‏ ___ | Podium Ambition Pro Cycling ‏ ___ |
| -------------------------------- | -------------------------------- | -------------------------------- |
| م                                | عداء                             | مرتبة                            |
| 61                               | جابرييل شو ‏                      | 45                               |
| 62                               | Nikola Butler‏                    | OTL-1                            |
| 63                               | Clémence Copie‏                   | OTL-1                            |
| 64                               | لورين كريمر ‏                     | 78                               |
| 65                               | كلير روز                         | OTL-1                            |
| 66                               | بيثاني هايوارد                   | 60                               |
| مدير الرياضة: Marty McCrossan‏    |                                  |                                  |

| فريق السويد لركوب الدراجات للسيدات 2015‏ SWE | فريق السويد لركوب الدراجات للسيدات 2015‏ SWE | فريق السويد لركوب الدراجات للسيدات 2015‏ SWE |
| ------------------------------------------- | ------------------------------------------- | ------------------------------------------- |
| م                                           | عداء                                        | مرتبة                                       |
| 71                                          | Sara Mustonen (cyclist) ‏                    | 13                                          |
| 72                                          | إميليا فهلين                                | 14                                          |
| 73                                          | Ellinor Huusko ‏                             | لم يكمل السباق-2                            |
| 74                                          | حنا نيلسون                                  | 31                                          |
| 75                                          | Sara Penton ‏                                | 40                                          |
| 76                                          | Linnea Sjöblom ‏                             | 63                                          |
| مدير الرياضة: Martin Vestby ‏                |                                             |                                             |

| GT Krush Rebellease Pro Cycling ‏ ___ | GT Krush Rebellease Pro Cycling ‏ ___ | GT Krush Rebellease Pro Cycling ‏ ___ |
| ------------------------------------ | ------------------------------------ | ------------------------------------ |
| م                                    | عداء                                 | مرتبة                                |
| 81                                   | Ashlynn van Baarle‏                   | لم يكمل السباق-1                     |
| 82                                   | Olga de Boer-van Velzen‏              | OTL-1                                |
| 83                                   | Eveline de Groot‏                     | OTL-1                                |
| 84                                   | إستر فان فيين                        | 25                                   |
| 85                                   | Sofie van Horik‏                      | OTL-1                                |
| 86                                   | Genevieve Whitson‏                    | 47                                   |
| مدير الرياضة: Hans Blom‏              |                                      |                                      |

| maxx-solar women cycling team ‏ ___ | maxx-solar women cycling team ‏ ___ | maxx-solar women cycling team ‏ ___ |
| ---------------------------------- | ---------------------------------- | ---------------------------------- |
| م                                  | عداء                               | مرتبة                              |
| 91                                 | Franziska Banzer‏                   | 50                                 |
| 92                                 | Lucy Coldwell‏                      | 39                                 |
| 93                                 | Lisa Heckmann‏                      | OTL-1                              |
| 94                                 | Theres Klein‏                       | 70                                 |
| 95                                 | Benita Wesselhoeft‏                 | 71                                 |
| 96                                 | Beate Zanner ‏                      | 35                                 |
| مدير الرياضة: Bert Dressel‏         |                                    |                                    |

| CK Victoria‏ ___               | CK Victoria‏ ___           | CK Victoria‏ ___ |
| ----------------------------- | ------------------------- | --------------- |
| م                             | عداء                      | مرتبة           |
| 101                           | Vibeke Lystad‏             | 44              |
| 102                           | Marie Flataas‏             | 62              |
| 103                           | Berit Gjelten‏             | 59              |
| 104                           | Kristin Krogstad‏          | OTL-1           |
| 105                           | Stine Borgli ‏             | 43              |
| 106                           | Thrude Karlsen Natholmen ‏ | 65              |
| مدير الرياضة: Sturla Johansen‏ |                           |                 |

| Grimstad Sykleklubb‏ ___  | Grimstad Sykleklubb‏ ___ | Grimstad Sykleklubb‏ ___ |
| ------------------------ | ----------------------- | ----------------------- |
| م                        | عداء                    | مرتبة                   |
| 111                      | Camilla Seland Ellefsen‏ | 54                      |
| 112                      | Turid Hagelia Korshavn‏  | 69                      |
| 113                      | Birgitte Ravndal‏        | 58                      |
| 114                      | Julie Meyer Solvang ‏    | 64                      |
| 115                      | Ingvild Tangen‏          | 41                      |
| 116                      | Siren Breidalen Wulff‏   | 75                      |
| مدير الرياضة: Linn Torp ‏ |                         |                         |

| Team Virtu Cycling Women ‏ ___    | Team Virtu Cycling Women ‏ ___ | Team Virtu Cycling Women ‏ ___ |
| -------------------------------- | ----------------------------- | ----------------------------- |
| م                                | عداء                          | مرتبة                         |
| 121                              | Camilla Møllebro ‏             | 28                            |
| 122                              | Iben Bohé‏                     | 67                            |
| 123                              | Rikke Lønne‏                   | 74                            |
| 125                              | Alexandra Nessmar ‏            | لم يكمل السباق-2              |
| 126                              | Marie Vilmann ‏                | 29                            |
| مدير الرياضة: Bo Handberg Madsen‏ |                               |                               |

| Crescent D.A.R.E‏ ___     | Crescent D.A.R.E‏ ___ | Crescent D.A.R.E‏ ___ |
| ------------------------ | -------------------- | -------------------- |
| م                        | عداء                 | مرتبة                |
| 131                      | Tilina Levin‏         | 72                   |
| 132                      | Emma Ahlstrand‏       | لم يكمل السباق-2     |
| 134                      | Ida Erngren ‏         | 61                   |
| 135                      | سيسيلي أوتوب لودفيغ  | 38                   |
| مدير الرياضة: Tina Levin‏ |                      |                      |

| Idrettsklubben Hero ‏ ___            | Idrettsklubben Hero ‏ ___ | Idrettsklubben Hero ‏ ___ |
| ----------------------------------- | ------------------------ | ------------------------ |
| م                                   | عداء                     | مرتبة                    |
| 141                                 | Marie Elise Ommundsen‏    | 66                       |
| 142                                 | Katrine Aalerud ‏         | OTL-1                    |
| 143                                 | Kristin Lucie Falck‏      | لم يكمل السباق-2         |
| 144                                 | Tiril Hole Mohr‏          | 68                       |
| 145                                 | Kirsti Ruud ‏             | 77                       |
| 146                                 | Marthe Emilie Skjolden‏   | لم يكمل السباق-1         |
| مدير الرياضة: Frøydis Meen Wærsted ‏ |                          |                          |

| Bergen CK‏ ___               | Bergen CK‏ ___           | Bergen CK‏ ___    |
| --------------------------- | ----------------------- | ---------------- |
| م                           | عداء                    | مرتبة            |
| 151                         | Karina Birkenes‏         | 79               |
| 152                         | Marianne Daae‏           | 57               |
| 153                         | Ingrid Moe ‏             | لم يكمل السباق-2 |
| 154                         | Caroline Thorvik Olsen ‏ | لم يكمل السباق-2 |
| 155                         | Tora Helene Sel‏         | 76               |
| 156                         | Daniëlla Verstraten‏     | OTL-1            |
| مدير الرياضة: Marit Sælemyr‏ |                         |                  |

| Racing Chance Foundation‏ ___ | Racing Chance Foundation‏ ___ | Racing Chance Foundation‏ ___ |
| ---------------------------- | ---------------------------- | ---------------------------- |
| م                            | عداء                         | مرتبة                        |
| 161                          | أليس كوب                     | 51                           |
| 162                          | Julie Erskine‏                | 49                           |
| 163                          | كلو فرازير                   | 48                           |
| 164                          | Amy Gornall ‏                 | 73                           |
| 165                          | Rebecca Rimmington ‏          | 53                           |
| 166                          | Hayley Simmonds ‏             | 24                           |
| مدير الرياضة: Alan Gornall ‏  |                              |                              |

## التصنيف العام النهائي
| التصنيف العام         | التصنيف العام         | التصنيف العام          | التصنيف العام | التصنيف العام |
| العداء                | العداء                | الفريق                 | الوقت         |               |
| --------------------- | --------------------- | ---------------------- | ------------- | ------------- |
| 1                     | ميغان غوارنير         | إس دي وركس ‏            | 5 س 56 د 11 ث |               |
| 2                     | Shelley Olds          | يو أي أيه تيم ‏         | + 5 ث         |               |
| 3                     | أماندا سبرات          | Liv AlUla Jayco ‏       | + 6 ث         |               |
| 4                     | Valentina Scandolara ‏ | Liv AlUla Jayco ‏       | + 11 ث        |               |
| 5                     | أنا فان دير بريغين    | ليف ريسينغ ‏            | + 15 ث        |               |
| 6                     | كريستين ماجروس        | إس دي وركس ‏            | + 16 ث        |               |
| 7                     | إيما جوهانسون         | Liv AlUla Jayco ‏       | + 21 ث        |               |
| 8                     | تاتيانا جوديرزو       | تيم كوب هايتك بوردكتس ‏ | + 21 ث        |               |
| 9                     | Lizzie Williams ‏      | Liv AlUla Jayco ‏       | + 21 ث        |               |
| 10                    | شارلوت بيكر           | تيم كوب هايتك بوردكتس ‏ | + 21 ث        |               |
|                       |                       |                        |               |               |
| مصدر: ProCyclingStats |                       |                        |               |               |

### تصنيف النقاط
| تصنيف النقاط          | تصنيف النقاط            | تصنيف النقاط           | تصنيف النقاط | تصنيف النقاط |
| العداء                | العداء                  | الفريق                 | النقاط       |              |
| --------------------- | ----------------------- | ---------------------- | ------------ | ------------ |
| 1                     | Shelley Olds            | يو أي أيه تيم ‏         | 20 نقطة      |              |
| 2                     | Valentina Scandolara ‏   | Liv AlUla Jayco ‏       | 13 نقطة      |              |
| 3                     | ميغان غوارنير           | إس دي وركس ‏            | 12 نقطة      |              |
| 4                     | أماندا سبرات            | Liv AlUla Jayco ‏       | 8 نقطة       |              |
| 5                     | كريستين ماجروس          | إس دي وركس ‏            | 6 نقطة       |              |
| 6                     | أنا فان دير بريغين      | ليف ريسينغ ‏            | 5 نقطة       |              |
| 7                     | إيما جوهانسون           | Liv AlUla Jayco ‏       | 4 نقطة       |              |
| 8                     | إميلي موبيرج            | تيم كوب هايتك بوردكتس ‏ | 4 نقطة       |              |
| 9                     | ماريا جوليا كونفالونيري | يو أي أيه تيم ‏         | 3 نقطة       |              |
| 10                    | Lizzie Williams ‏        | Liv AlUla Jayco ‏       | 2 نقطة       |              |
|                       |                         |                        |              |              |
| مصدر: ProCyclingStats |                         |                        |              |              |

### تصنيف الجبال
| تصنيف الجبال          | تصنيف الجبال          | تصنيف الجبال           | تصنيف الجبال | تصنيف الجبال |
| العداء                | العداء                | الفريق                 | النقاط       |              |
| --------------------- | --------------------- | ---------------------- | ------------ | ------------ |
| 1                     | إيفلين ستيفنز         | إس دي وركس ‏            | 12 نقطة      |              |
| 2                     | ميغان غوارنير         | إس دي وركس ‏            | 9 نقطة       |              |
| 3                     | إيما جوهانسون         | Liv AlUla Jayco ‏       | 4 نقطة       |              |
| 4                     | أماندا سبرات          | Liv AlUla Jayco ‏       | 3 نقطة       |              |
| 5                     | Valentina Scandolara ‏ | Liv AlUla Jayco ‏       | 3 نقطة       |              |
| 6                     | أنوسكا كوستر          | ليف ريسينغ ‏            | 3 نقطة       |              |
| 7                     | Katarzyna Niewiadoma  | ليف ريسينغ ‏            | 2 نقطة       |              |
| 8                     | ماغورزاتا جاسيسكا     | يو أي أيه تيم ‏         | 2 نقطة       |              |
| 9                     | شارلوت بيكر           | تيم كوب هايتك بوردكتس ‏ | 1 نقطة       |              |
| 10                    | جويل نومينفيل         | Équipe Paule Ka ‏       | 1 نقطة       |              |
|                       |                       |                        |              |              |
| مصدر: ProCyclingStats |                       |                        |              |              |

## تصنيف الفرق

### الفرق حسب الوقت
| تصنيف الفرق حسب الوقت | تصنيف الفرق حسب الوقت                    | تصنيف الفرق حسب الوقت | تصنيف الفرق حسب الوقت |
| الفريق                | الفريق                                   | الوقت                 |                       |
| --------------------- | ---------------------------------------- | --------------------- | --------------------- |
| 1                     | إس دي وركس ‏                              | 17 س 49 د 28 ث        |                       |
| 2                     | Liv AlUla Jayco ‏                         | + 1 ث                 |                       |
| 3                     | ليف ريسينغ ‏                              | + 47 ث                |                       |
| 4                     | هايتك بوردكتس 2015 ‏                      | + 3 د 04 ث            |                       |
| 5                     | Équipe Paule Ka ‏                         | + 3 د 04 ث            |                       |
| 6                     | فريق السويد لركوب الدراجات للسيدات 2015 ‏ | + 3 د 04 ث            |                       |
| 7                     | يو أي أيه تيم ‏                           | + 6 د 00 ث            |                       |
| 8                     | Team Virtu Cycling Women ‏                | + 13 د 58 ث           |                       |
| 9                     | Maxx-Solar ‏                              | + 17 د 14 ث           |                       |
| 10                    | Racing Chance Foundation ‏                | + 18 د 09 ث           |                       |
|                       |                                          |                       |                       |
| مصدر: ProCyclingStats |                                          |                       |                       |

## تصانيف فرعية

### تصنيف أفضل شاب
| تصنيف أفضل شاب        | تصنيف أفضل شاب          | تصنيف أفضل شاب                 | تصنيف أفضل شاب | تصنيف أفضل شاب |
| العداء                | العداء                  | الفريق                         | الوقت          |                |
| --------------------- | ----------------------- | ------------------------------ | -------------- | -------------- |
| 1                     | أمالي ديديريكسن         | إس دي وركس ‏                    | 5 س 56 د 32 ث  |                |
| 2                     | Katarzyna Niewiadoma    | ليف ريسينغ ‏                    | + 0 ث          |                |
| 3                     | ماريا جوليا كونفالونيري | يو أي أيه تيم ‏                 | + 2 د 54 ث     |                |
| 4                     | Jeanne Korevaar ‏        | ليف ريسينغ ‏                    | + 2 د 56 ث     |                |
| 5                     | Marie Vilmann ‏          | Team Virtu Cycling Women ‏      | + 2 د 56 ث     |                |
| 6                     | أنوسكا كوستر            | ليف ريسينغ ‏                    | + 4 د 34 ث     |                |
| 7                     | سيسيلي أوتوب لودفيغ     | Crescent D.A.R.E ‏              | + 4 د 34 ث     |                |
| 8                     | Ingvild Tangen ‏         | Grimstad Sykleklubb ‏           | + 5 د 25 ث     |                |
| 9                     | كلو فرازير              | Racing Chance Foundation ‏      | + 7 د 07 ث     |                |
| 10                    | Franziska Banzer ‏       | maxx-solar women cycling team ‏ | + 7 د 58 ث     |                |
|                       |                         |                                |                |                |
| مصدر: ProCyclingStats |                         |                                |                |                |

## وصلات خارجية
- الموقع الرسمي
- لمحة عن سباق طواف النرويج للسيدات 2015 على موقع  ProCyclingStats   (برو  سايكلنج  ستاتس) - إحصاءات  محترفي  الدراجات.
- طواف النرويج للسيدات 2015 على موقع إحصائيات الدراجات الإحترافية (الإنجليزية)